# Maxillaria grandiflora
Maxillaria grandiflora är en orkidéart som först beskrevs av Carl Sigismund Kunth, och fick sitt nu gällande namn av John Lindley. Maxillaria grandiflora ingår i släktet Maxillaria och familjen orkidéer. Inga underarter finns listade i Catalogue of Life.

## Bildgalleri

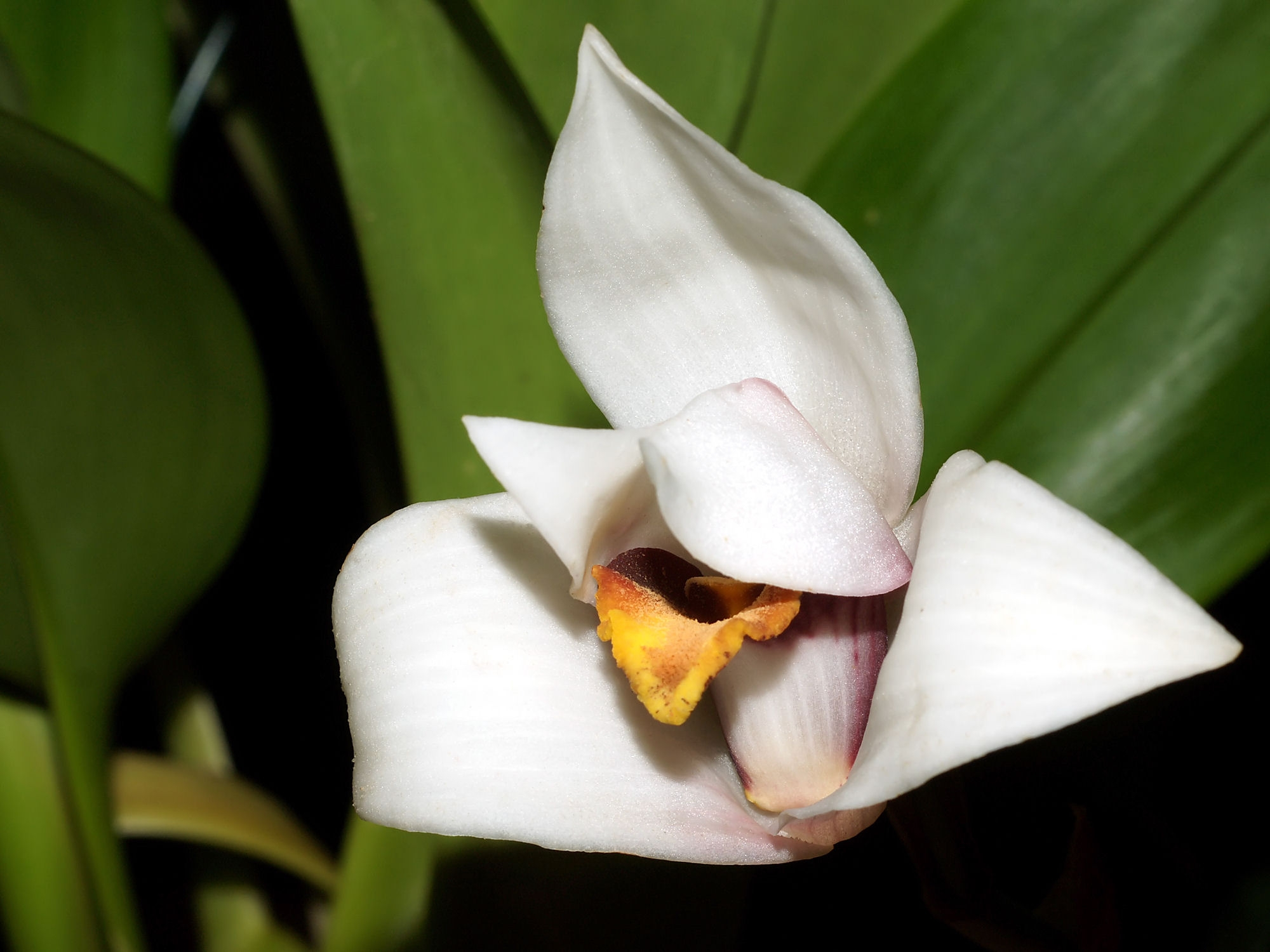